# Shawna Lenee
Shawna Lenee (Cleveland (Ohio), 12 april 1987) is een Amerikaanse pornoactrice en model. Ze begon op 18-jarige leeftijd te werken in de porno-industrie, eerst onder de naam Kara Mynor, later onder de pseudoniem Kara Bare en tegenwoordig is ze actief onder de naam Shawna Lenee.
Ze verscheen op de cover van de Penthouse in de maand juli van 2008.
In 2017 won Lenee een Spank Bank Award in de categorie "Webcam / Skype Show Girl of the Year".

## Prijzen
- 2010 AVN Award - Ster van het jaar
- 2017 Spank Bank Award - Webcam / Skype Show Girl of the Year[1]

## Filmografie
- Interracial Threesomes 5 (2017)
- Happy Endings (2016)
- Black & White 3 (2015) - Sollicitante
- Jurassic Cock 4 (2012)
- Wealth & Deception (2011) - Tori
- Dangerous Attractions (2010) - Morgan Taylor
- Not Really.. The Dukes of Hazzard: A Hardcore Parody (2010) - Lil' Lulu
- Live Nude Girls (2010)
- Bitchcraft 8 (2010)
- The Marriage Counselor (2010)
- Slutty & Sluttier 11 (2010)
- Stripper (2010)
- OMG, Stop Tickling Me (2009)
- New Girls in Bare Skinned Bondage (2009)
- Brave Businesswomen's Bondage Peril (2009) - Ontvoeringsslachtoffer
- Hot Girls Trapped and Wrapped (2009)
- Nylons 5 (2009)
- X Marks the Spot (2009) - Saundra
- This Ain't the Partridge Family XXX (2009) - Tricia
- Girls Will Be Girls 5 (2009)
- Bleached to the Bone 2 (2009)
- Uncontrollable (2009)
- Deviance (2009)
- Dancing with Pornstars (2009)
- Pet's Guide to Blowjobs (2009)
- Guide to Great Sex (2009)
- All Night at the DDD Diner (2009)
- Call Girl Coeds (2009)
- Secret Diary of a Cam Girl (2009)
- Baby Got Boobs (2009)
- Teenage Whores 4 (2009)
- Come on in 6 (2009)
- Naughty Cheerleaders (2009)
- My Sister's Hot Friend 15 (2009)
- My Wife & My Mistress (2009)
- Tormented (2009)
- Playgirl: Seducing Fantasies (2009)
- Live New Girls XXX (2009)
- Big Screw Review (2009)
- Too Small to Take It All (2009)
- Jesse Jane: Online (2009)
- Confessions of a Cheating Housewife (2009)
- This Ain't the Munsters XXX (2008) - Marilyn
- Pirates II: Stagnetti's Revenge (2008) - Gouverneurs meisje #1
- "Co-Ed Confidential" (1 episode, 2008)
- The Bachelor Party (2008) TV episode - Godin van Seks
- Gabriella Fox: Sexy Hot (2008) - Shauna
- Cheerleaders (2008) - Shauna de eerstejaars
- Who's That Girl 6 (2008)
- Fresh Outta High School 9 (2008)
- Bad Wives Book Club (2008)
- Shay Jordan: Juice (2008)
- The Perfect Fantasy (2008)
- Face Full of Diesel 4 (2008)
- We Suck! POV Tag-Team Suck-Off (2008)
- Behind the Cyber Door (2008)
- Need for Seed 3 (2008)
- Nurses (2008)
- Just Legal Babes 3 (2008)
- Breaking & Entering (2008)
- Bring Me the Head of Shawna Leneé (2008)
- The Footman (2008)
- Hand to Hand Combat (2008)
- The Trouble with Young Girls (2008)
- Big Pole Little Hole (2008)
- Nice Fucking View 3 (2008)
- The 4 Finger Club 25 (2008)
- My First Porn 11 (2008)
- 2 Chicks Same Time 3 (2008)
- Lucky Stiff (2008)
- No Swallowing Allowed 15 (2008)
- Manaconda 3 (2008)
- Pin-Up (2008)
- Top Shelf (2008)
- Sticky Sweet (2008)
- Spring Fling (2008)
- My Daughter's Fucking Blackzilla! 16 (2008)
- My College Porno 2 (2008)
- Naughty Book Worms 13 (2008)
- French Confessions (2008)
- Spring Chickens 20 (2008)
- Small Town (2008)
- Erica's Fantasies (2008)
- Come as You Please 2 (2008)
- Scandalous (2008)
- Naked Aces 5 (2008)
- Liar's Club (2008)
- Doctor Adventures 2 (2008)
- Succubus of the Rouge (2008)
- Filthy's First Taste 4 (2007)
- Bachelor Party Fuckfest! 6 (2007)
- Throated 13 (2007)
- Pink Paradise 3 (2007)
- The Girl Next Door 4 (2007)
- Deep Throat This 38 (2007)
- The Voyeur 34 (2007)
- Bitchcraft 2 (2007)
- She Only Takes Diesel (2007)
- Control 8 (2007)
- Freaky First Timers 7 (2007)
- My Dirty Angels 10 (2007)
- Mouth 2 Mouth 11 (2007)
- Teenie Boppers (2007)
- Naughty College School Girls 44 (2007)
- The Doll House 3 (2007)
- Platinum POV Fixation (2007)
- Double Play 6 (2007)
- Slut Puppies 2 (2006)
- First Time Swallows Vol. 4 (2006)
- Throated 5 (2006)
- POV Casting Couch 12 (2006)
- Deep Throat This 30 (2006)
- A Good Source of Iron 6 (2006)
- White Chicks Gettin' Black Balled 15 (2006)
- Swallow This 3 (2006)
- Playgirl: Lessons in Love (2006)
- White Chicks Gettin' Black Balled 16 (2006)
- Sex with Young Girls 9 (2006)
- Cum Stained Casting Couch 3 (2005)
- Be My Bitch (2005)
- Service Animals 21 (2005)
- Teenage Peach Fuzz (2005)
- No Swallowing Allowed 8 (2005)
- Bring'um Young 20 (2005)
- Teens Cumming of Age 2 (2005)
- Teen Cum Squad 4 (2005)
- Face Blasters! 3 (2005)
- Down the Hatch 18 (2005)
- Mouth 2 Mouth 5 (2005)
- 50 to 1 2 (2005)